# 21677 Tylerlyon
21677 Tylerlyon è un asteroide della fascia principale. Scoperto nel 1999, presenta un'orbita caratterizzata da un semiasse maggiore pari a 2,5188380 UA e da un'eccentricità di 0,1402660, inclinata di 3,62167° rispetto all'eclittica.